# Falling Down (pesem, Selena Gomez & the Scene)
"Falling Down" je pop pesem ameriške glasbene skupine Selena Gomez & the Scene. Pesem je izšla kot glavni singl njihovega albuma Kiss & Tell. Pesem je 21. avgusta 2009 izšla na radiu Radio Disney, kasneje pa je bila dosegljiva tudi digitalno in sicer od 25. avgusta tistega leta dalje. Singl so napisali Ted Bruner, Trey Vittetoe in Gina Schock, ki so v preteklosti pisali pesmi tudi za druge Disney zvezdnike, kot na primer Miley Cyrus. Pesem ima pop rock karakter, njeno besedilo pa po besedah Selene Gomez govori o Hollywoodu in slavnem življenju.
Pesem je v Združenih državah Amerike izšla 21. avgusta 2009 preko radia, kasneje pa še 25. avgusta istega leta digitalno. Pesem je bila v ZDA glavni singl njihovega albuma, v drugih državah pa šele druga pesem na albumu, saj je singl "Naturally" v Združenem kraljestvu in še mnogih drugih državah izšel pred singlom "Falling Down."

## Ozadje
Pesem so napisali Ted Bruner, Trey Vittetoe in Gina Schock iz banda the Go-Go's, ki so sodelovali tudi pri ustvarjanju drugih pesmi iz albuma Kiss & Tell. "Falling Down" je pop pesem, ki ima velik poudarek na električnih kitarah in bobnih. Lyrically, "Falling Down" govori o zvezi z očitki kršizev pravil, v njem pa ima oseba občutek po hrepenenju, saj razmerja ne koristi. Selena Gomez je v intervjuju povedala, da pesem v glavnem govori o življenju v Hollywoodu in slavnih osebnostih tam. To je tudi glavni pomen vrstice "Smile for the camera, 'cause they're all about to trash ya'" ("Nasmehni se za fotografe, saj te bodo tako ali tako odvrgli v smeti"). Selena Gomez je pesem dodatno opredelila v intervjuju za Just Jared Jr., kjer je rekla:
"[...] pesem govori v glavnem o Hollywoodu, o tem, kaj ljudje mislijo o njem in kako plastični so včasih. Je zabavna in mislim, da si lahko običajna dekleta vsaj nekoliko predstavljajo, kako je v Hollywoodu in podobno, ker se mi zdi, da se v Hollywoodu zelo pogosto pojavijo kakšna zlobna dekleta, bivši fantje in tako naprej."
Selena Gomez in njena glasbena skupina je s pesmijo nastopila tudi na koncertni turneji Selena Gomez House of Blues Tour leta 2010.

## Kritike
About.com je pesmi "Falling Down" dodelil štiri zvezdice od petih. Bill Lamb iz About.com je napisal, da je "Selena Gomez dejala, da bo njena glasba podobna pesmim Lady GaGa in Demi Lovato, vendar ima ta pesem tudi močen vpliv glasbe Avril Lavigne." Pesem samo je opisal kot "agresivno, a zelo spevno pop pesmijo z dobrim vokalom in osredotočenim besedilom." Lamb je napisal tudi: "Včasih med pesmijo Selena Gomez kar ne pride do zraka, vendar to pesmi prinaša le še več neposrednosti."

## Videospot
Videospot za pesem "Falling Down" je režiral Chris Dooley, prvič pa se je predvajal na Disney Channelu, takoj za premiero filma Čarovniki s trga Waverly (v katerem je med drugim igrala tudi članica glasbene skupine, Selena Gomez), 28. avgusta 2009. V trgovinah je bil videospot na voljo že naslednji dan.
Videospot se je začel s Seleno Gomez, kako poje prve kitice pesmi, nad njo pa se opazijo svetleče se luči; nosi sivo majico, črne nogavice in škornje. Nato se prikažejo še štirje moški člani glasbene skupine, Selena Gomez pa med tem pleše. V ozadju je ogromna projekcija vzorčastih geometrijskih figur, ki konstantno spreminjajo barve. Nato se pokaže Selena Gomez na "posnetku, ki je podoben fotografiji," kjer nosi belo majico in črtaste hlače. Med tem videospot programira Seleno Gomez in člane banda med petjem, plesanjem, igranjem na inštrumente in uporabo rekvizitov. Selena Gomez ima v roki ogledalo in plastične vrtnice, ki jih nato vrže stran in naprej poje kitice pesmi. Videospot se konča s Seleno Gomez, ki v roke hitro vzame lok, med tem pa še vedno drži mikrofon.

## Dosežki
Pesem "Falling Down" se je 12. septembra 2009 uvrstila na triindevetdeseto mesto lestvice U.S. Billboard Hot 100. V istem tednu je singl zasedel podobne rezultate v Kanadi, kjer je dosegel petindevetdeseto mesto na lestvici Canadian Hot 100. It re-entered the Hot 100 at number ninety-two for the week ending January 9, 2010. Pesem se je uvrstila tudi na enajsto mesto lestvice Australian Hitseekers Singles.
| Lestvica (2009/2010)   | Dosežek |
| ---------------------- | ------- |
| Canadian Hot 100       | 69      |
| Japan Hot 100          | 15      |
| U.S. Billboard Hot 100 | 82      |

## Zgodovina izzidov
| Regija                  | Datum              | Format    |
| ----------------------- | ------------------ | --------- |
| Kanada                  | 25. avgust 2009    | Digitalno |
| Združene države Amerike | 25. avgust 2009    | Digitalno |
| Avstralija              | 25. september 2009 | Digitalno |